# وليم نيلي
وليم نيلي (بالإنجليزية: William Neely) (1930 - 2008)؛ روائي أمريكي.